# Bistum San José de Mayo
Das  Bistum San José de Mayo (lateinisch Dioecesis Sancti Iosephi in Uraquaria, spanisch Diócesis de San José de Mayo) ist ein römisch-katholisches Suffraganbistum in Uruguay mit Sitz in San José de Mayo. Es erstreckt sich über die Departamentos San José und Flores.

## Geschichte
Das Bistum wurde am 15. November 1955 durch Papst Pius XII. aus dem Bistumsgebiet von Montevideo und Salto gegründet. Am 17. Dezember 1960 und 25. November 1961 wurden Teilgebiete des Bistums San José de Mayo zur Gründung der Bistümer von Mercedes und Canelones bereitgestellt. Im Bistum sind in dreizehn Pfarreien etwa 88.000 römisch-katholische Christen beheimatet. Pastoral betreut werden sie durch dreizehn Diözesanpriester und sechs Patres. In der Betreuung der römisch-katholischen Christen sind zwei ständige Diakone, zehn Ordensbrüder und achtzehn Ordensschwestern beteiligt. Das Bistum untersteht kirchenrechtlich dem Erzbistum Montevideo.

## Bischöfe
- Luis Baccino (20. Dezember 1955 – 5. Juli 1975)
- Herbé Seijas (15. Oktober 1975 – 3. Mai 1983)
- Pablo Galimberti (12. Dezember 1983 – 16. Mai 2006, dann Bischof von Salto)
- Arturo Fajardo (27. Juni 2007 – 15. Juni 2020, dann Bischof von Salto)
- Fabián Antúnez SJ (seit 30. Juni 2021)

## Weblinks

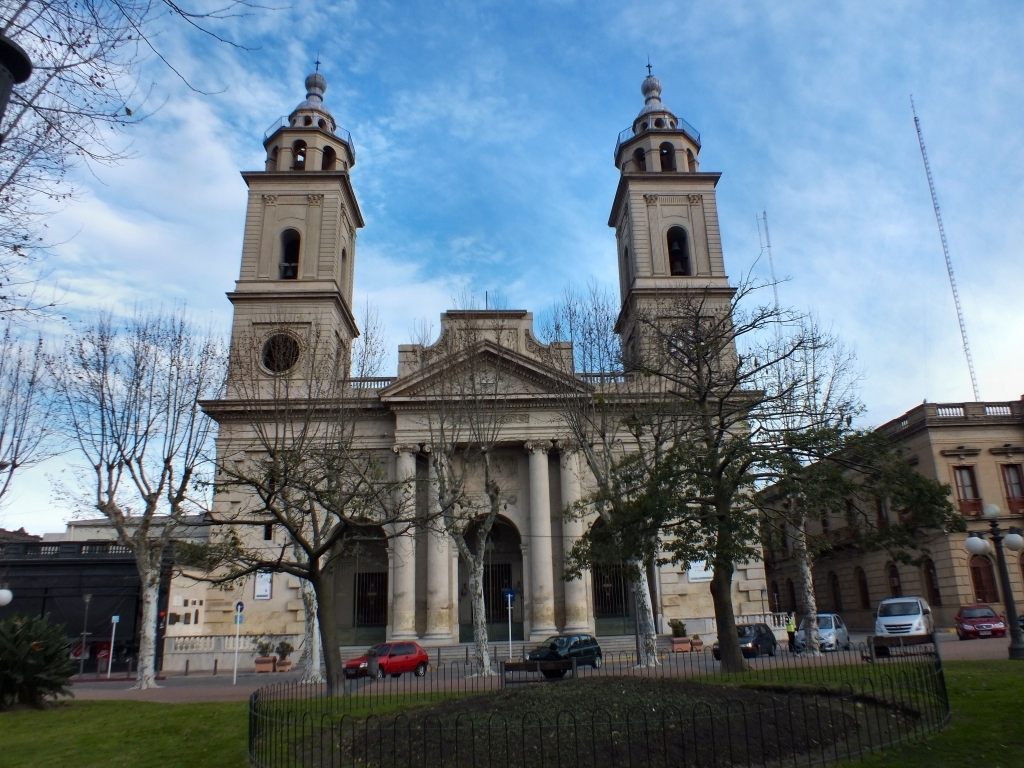
Kathedrale von San José de Mayo